# Mervan Celik
Mervan Celik (turkiska: Mervan Çelik), född 26 maj 1990 i Biskopsgårdens församling i Göteborg, är en svensk före detta fotbollsspelare (yttermittfältare/anfallare) med kurdiskt ursprung som sist spelade för Gais.
Celik är i Sverige mest känd för sina sammanlagt fyra sejourer i Gais, men han hade också en brokig karriär som utlandsproffs i bland andra Rangers, Pescara Calcio, Gençlerbirliği SK och Akhisar Belediyespor. Han spelade även allsvensk fotboll med BK Häcken.

## Biografi

### Ungdomsår
Celik är uppvuxen i Biskopsgården på Hisingen. Hans föräldrar kommer båda två från Konya i Turkiet. Han började spela pojkfotboll i IF Warta men gick efter några år till BK Häcken. 2007 bytte han till Gais, och arbetade sig snabbt upp från J18-laget till Tipselit och sedan till A-laget.

### Genombrott i Gais

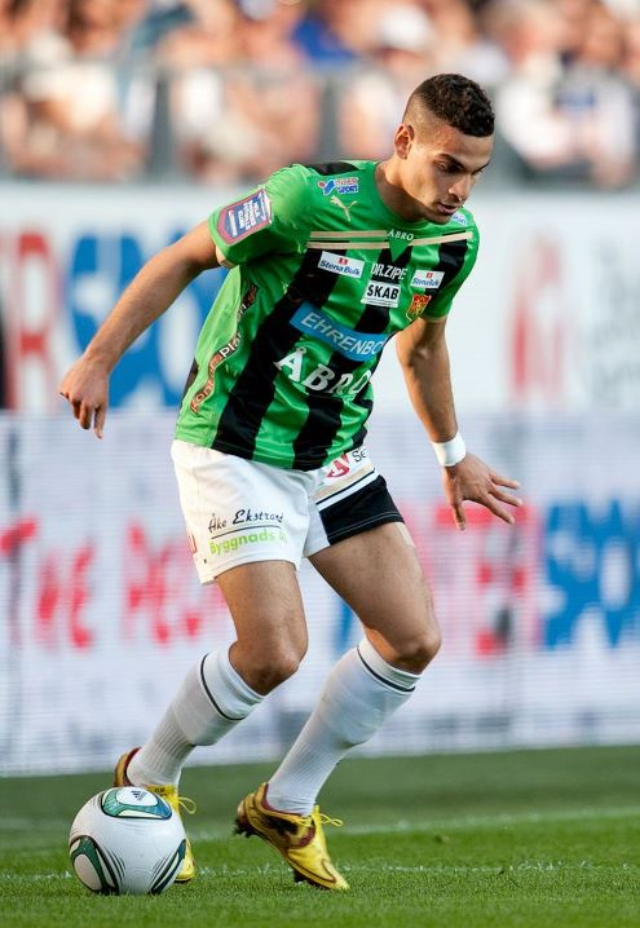
Celik i Gais, 2011.

Celik gjorde sin debut i Allsvenskan borta mot Gif Sundsvall 2008. Han gjorde sitt första allsvenska mål för Gais den 17 oktober 2009 i en match mot Kalmar FF, där han kvitterade till 2–2 efter att ha bytts in i slutet av matchen. 2010 blev han ordinarie i Gais och gjorde på 27 matcher 3 mål. Säsongen 2011 lossnade det ordentligt för Celik, som på 27 matcher för Gais gjorde 14 mål och vann klubbens interna skytteliga. Hans kontrakt med klubben löpte dock ut efter säsongen, och i januari 2012 värvades han till skotska toppklubben Rangers FC. Rangers hade emellertid ekonomiska problem och redan efter sex veckor framkom det att de inte kunde betala överenskommen lön. Celik lämnade därför Skottland och skrev återigen på för Gais i Allsvenskan. Kontraktet var då på endast åtta månader.

### Italien och Turkiet
Efter 14 matcher och 2 mål för Gais under den allsvenska vårsäsongen 2012 gick Celik i juli 2012 till italienska Pescara Calcio, efter uppvaktning från flera andra klubbar. Han spelade en säsong för klubben 2012–2013 och gjorde 23 matcher och 4 mål i Serie A, men då Pescara inte klarade kontraktet utan degraderades till Serie B ville Celik vidare. Under sommaruppehållet 2013 skrev han därför på ett kontrakt med turkiska Gençlerbirliği SK från Ankara, som spelade i turkiska högstaligan Süper Lig, och blev klubbkamrat med bland andra Jimmy Durmaz. Efter två år med Gençlerbirliği skrev han på för Akhisar Belediyespor från Akhisar, också de i Süper Lig.

### Allsvenskan med Häcken
Efter två år med begränsad speltid i Akhisar skrev Celik i augusti 2017 ett 3,5-årskontrakt med BK Häcken. Under hösten 2017 spelade Celik dock bara en match i Allsvenskan, och säsongen 2018 blev det bara ett mål i serien, trots 7 starter och 14 inhopp. Han gjorde dock fyra mål när Häcken i augusti 2018 slog division 3-laget Växjö United med 5–0 i kvalet till Svenska cupen, och upprepade denna bedrift genom att göra fyra mål även i Svenska cupens inledande gruppspelsomgång mot IK Brage i februari 2019, en match som slutade 6–1 till Häcken. Celik gjorde sedan 11 matcher och 1 mål för Häcken i Allsvenskan 2019, innan han i juli 2019 bröt sitt kontrakt med klubben efter en schism med tränaren Andreas Alm om för lite speltid.

### Turkiet igen och åter till Gais
Efter att ha brutit kontraktet med Häcken värvades Celik i augusti 2019 av turkiska Fatih Karagümrük SK i den turkiska andraligan, där han fick klubbkamrater som Erkan Zengin, Stefan Silva och Alagie Sosseh. Efter bara ett halvår bröt han i januari 2020 kontraktet och lämnade den turkiska klubben. Den 28 januari 2020 återvände Celik istället till Gais, och skrev på ett ettårskontrakt för Superettanklubben. Han spelade 23 matcher och gjorde 4 mål för Gais säsongen 2020. Under hösten 2020 fann han en bra roll som offensiv mittfältare för Gais, men i en höstmatch mot Ljungskile SK bröt han ett nyckelben och kunde inte spela igen förrän i näst sista omgången. I december 2020, ett par veckor innan hans kontrakt gick ut, publicerade Celik ett meddelande på Instagram som många supportrar tyckte lät som ett avsked till klubben: "Bakom 18 poäng. Inte en enda förlust på dom matcherna jag har gjort. Tack alla GAISARE! Ciao" Både Celik och Gais förnekade att detta skulle vara ett avsked, trots att Celiks kontrakt gick ut vid årsskiftet 2020/2021 och inget nytt kontrakt hade presenterats.
I februari 2021 meddelade emellertid Gais att de valt att inte förlänga hans kontrakt, eftersom man ville "prioritera andra spelare" för att kunna "konkurrera på en högre nivå framöver". Celik blev tydligt besviken, och sade till Göteborgs-Posten: "För mig visar det här att Gais inte vill till allsvenskan. De vill inte vara där. Tvärtom. De vill ner till division 1 verkar det som. Det är där de flesta värvningar kommer ifrån. Det är det de siktar på."

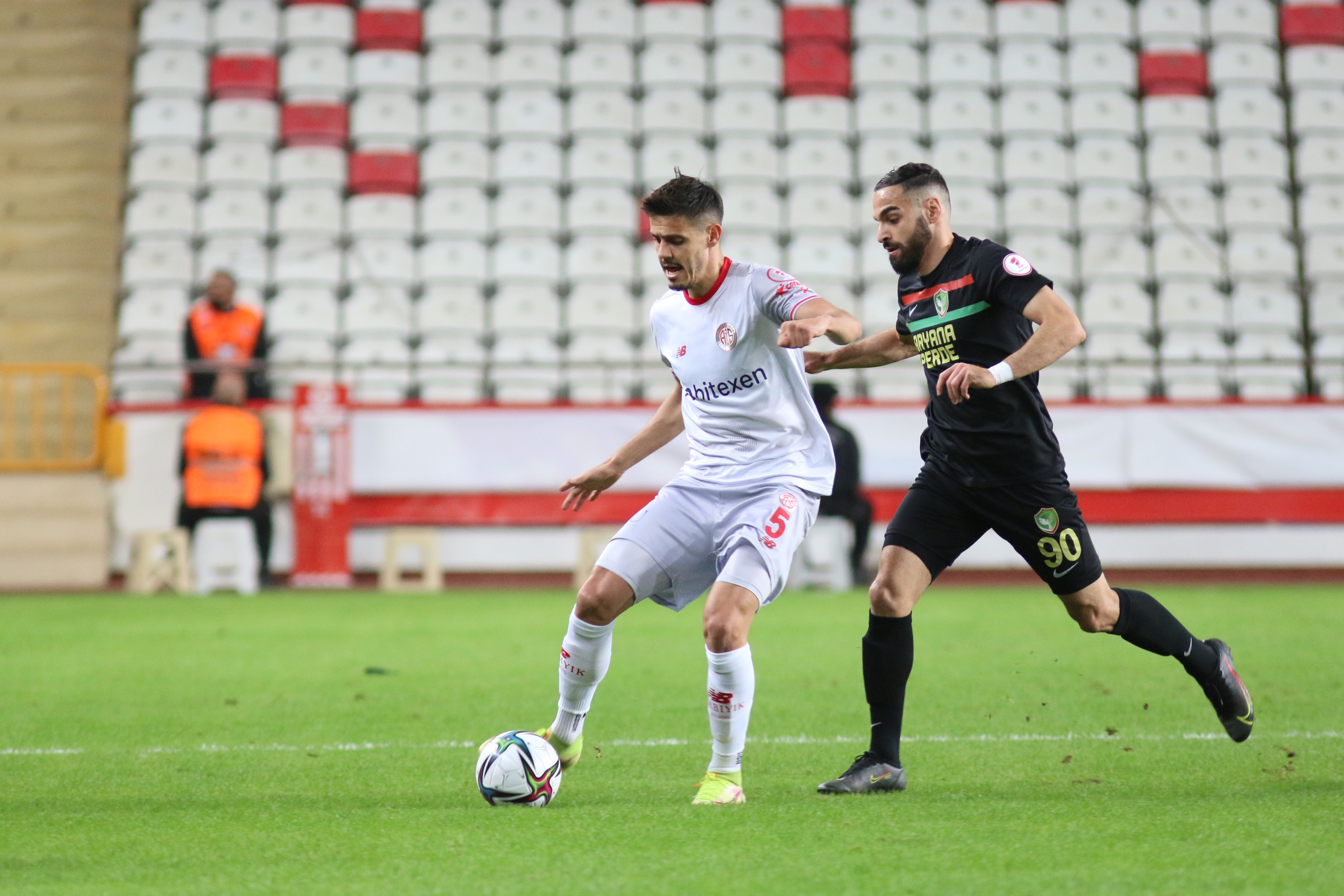
Celik i Amed SK mot Bahadır Öztürk i Antalyaspor.

Efter det att kontraktet med Gais löpte ut var Celik klubblös innan han i september 2021 skrev på för Amed SK i turkiska tredjedivisionen. Celik blev dessutom sannspådd i sitt uttalande, då Gais mycket riktigt åkte ur Superettan hösten 2021.

### Ny återkomst och avslut i Gais
Efter 9 mål på 25 matcher för Amed säsongen 2021/2022 blev Celik i juli 2022 klar för en återkomst i Gais, med ett kontrakt som sträckte sig säsongen ut. I november 2022, i samband med Gais avancemang till Superettan, meddelades att Celik och Gais kommit överens om ett nytt ettårskontrakt över säsongen 2023. I februari 2023 blev han derbyhjälte när han gjorde det avgörande 2–1-målet på straff när Gais slog IFK Göteborg i svenska cupen. Med sina tio mål i Superettan 2023 var han sedan en starkt bidragande orsak till att Gais slutade tvåa i serien och som nykomling kvalificerade sig för Allsvenskan, och efter säsongen skrev han på för ytterligare ett år i klubben. Han tilldelades för säsongen 2023 Hedersmakrillen som klubbens främste spelare, delat med Gustav Lundgren.
Efter den allsvenska säsongen 2024, där han gjorde två assist på 18 starter och åtta inhopp för Gais, avslutade Mervan Celik sin elitkarriär.

## Karriärstatistik
| Klubb                | Säsong             | Liga                 | Liga    | Liga | Inhemsk cup | Inhemsk cup | Internationella tävlingar | Internationella tävlingar | Totalt  | Totalt |
| Klubb                | Säsong             | Division             | Matcher | Mål  | Matcher     | Mål         | Matcher                   | Mål                       | Matcher | Mål    |
| -------------------- | ------------------ | -------------------- | ------- | ---- | ----------- | ----------- | ------------------------- | ------------------------- | ------- | ------ |
| Gais                 | 2008               | Allsvenskan          | 10      | 0    | 0           | 0           | —                         | —                         | 10      | 0      |
| Gais                 | 2009               | Allsvenskan          | 6       | 1    | 1           | 0           | —                         | —                         | 7       | 1      |
| Gais                 | 2010               | Allsvenskan          | 27      | 3    | 2           | 0           | —                         | —                         | 29      | 3      |
| Gais                 | 2011               | Allsvenskan          | 27      | 14   | 2           | 0           | —                         | —                         | 29      | 14     |
| Gais                 | Totalt             | Totalt               | 60      | 18   | 5           | 0           | —                         | —                         | 75      | 18     |
| Rangers FC           | 2012               | Scottish Premiership | 5       | 0    | 1           | 0           | —                         | —                         | 6       | 0      |
| Gais                 | 2012               | Allsvenskan          | 14      | 2    | 0           | 0           | —                         | —                         | 14      | 2      |
| Pescara Calcio       | 2012/2013          | Serie A              | 23      | 4    | 1           | 0           | —                         | —                         | 24      | 4      |
| Gençlerbirliği SK    | 2013/2014          | Süper Lig            | 20      | 2    | 2           | 0           | —                         | —                         | 22      | 2      |
| Gençlerbirliği SK    | 2014/2015          | Süper Lig            | 27      | 5    | 9           | 2           | —                         | —                         | 36      | 7      |
| Gençlerbirliği SK    | Totalt             | Totalt               | 47      | 7    | 11          | 2           | —                         | —                         | 58      | 9      |
| Akhisar Belediyespor | 2015/2016          | Süper Lig            | 5       | 0    | 8           | 4           | —                         | —                         | 13      | 4      |
| Akhisar Belediyespor | 2016/2017          | Süper Lig            | 7       | 0    | 5           | 0           | —                         | —                         | 12      | 0      |
| Akhisar Belediyespor | Totalt             | Totalt               | 12      | 0    | 13          | 4           | —                         | —                         | 25      | 4      |
| BK Häcken            | 2017               | Allsvenskan          | 1       | 0    | 3           | 0           | —                         | —                         | 4       | 0      |
| BK Häcken            | 2018               | Allsvenskan          | 21      | 1    | 7           | 10          | 3                         | 1                         | 31      | 12     |
| BK Häcken            | 2019               | Allsvenskan          | 11      | 1    | 0           | 0           | —                         | —                         | 11      | 1      |
| BK Häcken            | Totalt             | Totalt               | 33      | 2    | 10          | 10          | 3                         | 1                         | 46      | 13     |
| Fatih Karagümrük SK  | 2019/2020          | TFF 1. Lig           | 9       | 1    | 2           | 1           | —                         | —                         | 11      | 2      |
| Gais                 | 2020               | Superettan           | 23      | 4    | 3           | 1           | —                         | —                         | 26      | 5      |
| Amed SK              | 2021/2022          | TFF 2. Lig           | 27      | 9    | 1           | 0           | —                         | —                         | 28      | 9      |
| Gais                 | 2022               | Ettan Södra          | 16      | 5    | 1           | 2           | —                         | —                         | 17      | 7      |
| Gais                 | 2023               | Superettan           | 29      | 10   | 4           | 1           | —                         | —                         | 33      | 11     |
| Gais                 | 2024               | Allsvenskan          | 26      | 0    | 4           | 0           | —                         | —                         | 30      | 0      |
| Gais                 | Totalt             | Totalt               | 71      | 15   | 9           | 3           | —                         | —                         | 86      | 18     |
| Totalt i karriären   | Totalt i karriären | Totalt i karriären   | 324     | 62   | 56          | 21          | 3                         | 1                         | 383     | 84     |

## Landslagskarriär
I sin debut för Sveriges U21-landslag den 2 juni 2011 gjorde Celik två mål när Sverige besegrade Norge på bortaplan med 4–1. Han gjorde sammanlagt 6 mål på 14 U21-landskamper men fick aldrig chansen i A-landslaget.